# Copa del Món de ciclisme de 1994
La Copa del Món de ciclisme de 1994 fou la 6a edició de la Copa del Món de ciclisme.

## Calendari
| Data        | Cursa                       | País          | Vencedor             | Equip del vencedor    |
| ----------- | --------------------------- | ------------- | -------------------- | --------------------- |
| 19 de març  | Milà-Sanremo                | Itàlia        | Giorgio Furlan       | Gewiss - Ballan       |
| 3 d'abril   | Tour de Flandes             | Bèlgica       | Gianni Bugno         | Polti                 |
| 10 d'abril  | París-Roubaix               | França        | Andrei Txmil         | Lotto                 |
| 17 d'abril  | Lieja-Bastogne-Lieja        | Bèlgica       | Ievgueni Berzin      | Gewiss - Ballan       |
| 23 d'abril  | Amstel Gold Race            | Països Baixos | Johan Museeuw        | GB - MG Maglificio    |
| 6 d'agost   | Clàssica de Sant Sebastià   | Espanya       | Armand De Las Cuevas | Castorama             |
| 15 d'agost  | Leeds International Classic | Regne Unit    | Gianluca Bortolami   | Mapei - Clas          |
| 21 d'agost  | Campionat de Zuric          | Suïssa        | Gianluca Bortolami   | Mapei - Clas          |
| 2 d'octubre | París-Tours                 | França        | Erik Zabel           | Telekom - Eddy Merckx |
| 8 d'octubre | Giro de Llombardia          | Itàlia        | Vladislav Bóbrik     | Gewiss - Ballan       |

## Classificacions finals

### Classificació individual
| Posició | Ciclista           | Equip                 | Punts |
| ------- | ------------------ | --------------------- | ----- |
| 1       | Gianluca Bortolami | Mapei - Clas          | 151   |
| 2       | Johan Museeuw      | GB - MG Maglificio    | 125   |
| 3       | Andrei Txmil       | Lotto                 | 115   |
| 4       | Claudio Chiappucci | Carrera Jeans         | 89    |
| 5       | Giorgio Furlan     | Gewiss - Ballan       | 87    |
| 6       | Lance Armstrong    | Motorola              | 80    |
| 7       | Gianni Bugno       | Polti                 | 63    |
| 8       | Erik Zabel         | Telekom - Eddy Merckx | 50    |
| 9       | Franco Ballerini   | Mapei - Clas          | 50    |
| 10      | Bruno Cenghialta   | Gewiss - Ballan       | 45    |

### Classificació per equips
| Posició | Equip              | Punts |
| ------- | ------------------ | ----- |
| 1       | GB - MG Maglificio | 89    |
| 2       | Motorola           | 53    |
| 3       | Gewiss - Ballan    | 51    |
| 4       | Mapei - Clas       | 45    |
| 5       | TVM                | 41    |